# Marange (Zimbabwe)
Pour les articles homonymes, voir Marange.
Marange désigne des champs de diamants dans la circonscription de Chiadzwa, dans le district de Mutare, province du Manicaland du Zimbabwe.